# トゥルー・メン・ドント・キル・コヨーテ
トゥルー・メン・ドント・キル・コヨーテ（原題：True Men Don't Kill Coyotes）は、1984年にレッド・ホット・チリ・ペッパーズ（Red Hot Chili Peppers）が発表した楽曲、及び同曲を収録したデビューシングル。

## 概要
アルバム『レッド・ホット・チリ・ペッパーズ』からのシングル・カット。タイトルを直訳すると、「本物の男はコヨーテを殺さない」であり、アメリカ原住民を主題にした、野性味あふれる歌詞が特徴。PVは畑に水をまくとメンバーが突然土から生えて演奏しだすという内容。オリジナルメンバーではアンソニーとフリーのみ参加している。
音楽的にはファンキーなリズムとスラップが特徴だが、音響に1980年代的なエコーが目立ち、これらのアンディ・ギルのマスタリングをアンソニーたちは酷評し、その名の通りの糞ピザをギルに送りつけることになる。